# Blohm & Voss Ha 140
El Blohm & Voss Ha 140 era un hidroavión alemán de usos múltiples de la década de 1930. Fue diseñado para ser utilizado como bombardero, torpedero o como avión de reconocimiento de largo alcance.

## Diseño y desarrollo

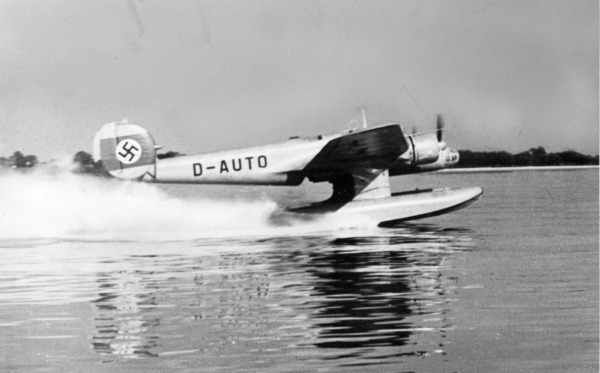
Blohm & Voss Ha 140V-2

El Ha 140 fue desarrollado como un hidroavión bimotor, con una estructura totalmente metálica y un ala en cantilever «diedral» (en ángulo diedro) ligeramente orientada hacia arriba a partir de la mitad del ala, al nivel de la implantación de cada motor. Esta configuración de ala era diferente que en las alas del Ha 139, que se disponían en ala de gaviota invertida. La tripulación estaba formada por un piloto, un operador de radio, un artillero en una torreta rotatoria en el morro (equipada con una ametralladora) o en una segunda posición de ametralladora en la parte trasera. La carga de torpedo o bombas era acomodada en una bodega interior de bombas. Fueron construidos tres prototipos, pero el diseño no se llevó más lejos, dado que el similar Heinkel He 115 fue seleccionado para el servicio.

## Especificaciones (Ha. 140 V2)
Fuentes :Datos de las aeronaves del Tercer Reich y Die Deutsche Luftrüstung 1933-1945
Características generales
- Tripulación: 3
- Eslora: 16,75 m (54 pies 11 pulg)
- Envergadura: 22 m (72 pies 2 pulg)
- Altura: 3,05 m (10 pies 0 pulg)

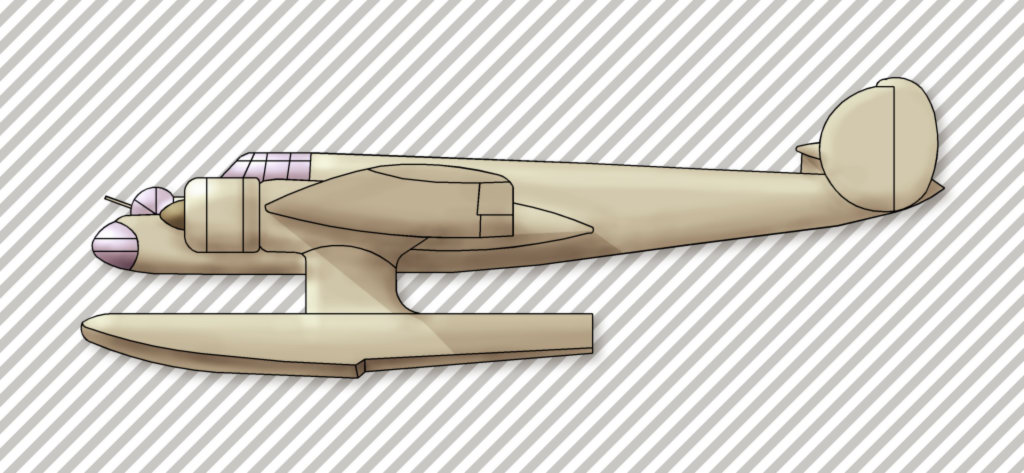
Esquema de un Blohm & Voss Ha 140

- Área del ala: 92 m² (990 pies cuadrados)
- Peso en vacío: 6300 kg (13 889 libras)
- Peso bruto: 8500 kg (18739 libras)
- Peso máximo al despegue: .kg (£ 20 349)
- Capacidad de combustible: 2365 l (520 gal imp)
- Motores: 2 × motores radiales de pistones BMW 132 K de 9 cilindros, refrigerados por aire y de 597 kW (801 CV) de potencia cada uno para el despegue ;619 kW (830 CV) a 1.000 m (3.281 pies)
- Hélices: 3 palas de hélices de paso variable

Rendimiento
- Velocidad máxima: 320 km/h (199 mph; 173 kn) a nivel del mar ; 333 km/h (207 mph) a 3.000 m (9.843 pies)
- Velocidad de crucero: 295 km/h (183 mph; 159 kn) a 85% de potencia a nivel del mar
- Alcance operativo: 1.150 km (715 millas; 621 millas náuticas) con 1.390 l (306 gal imp) de combustible
- Máximo alcance: 2.000 km (1.243 millas; 1.080 millas náuticas) con 2.365 l (520 gal imp) de combustible
- Techo de vuelo: 5.000 m (16.404 pies)
- Régimen de ascenso: 3.000 m (9.843 pies) en 11 minutos y 30 segundos .5.000 m (16.404 pies) en 39 minutos
- Armamento:
  - Bocas de fuego: 1 × ametralladora MG 15 (calibre 7,92 mm) en el morro, 1 ×  ametralladora MG 15 dorsales
  - Bombas: 1 × torpedo de 952 kg (2,099 libras) o 4 × bombas de caída libre de 250 kg (551 libras)